# Liberum veto

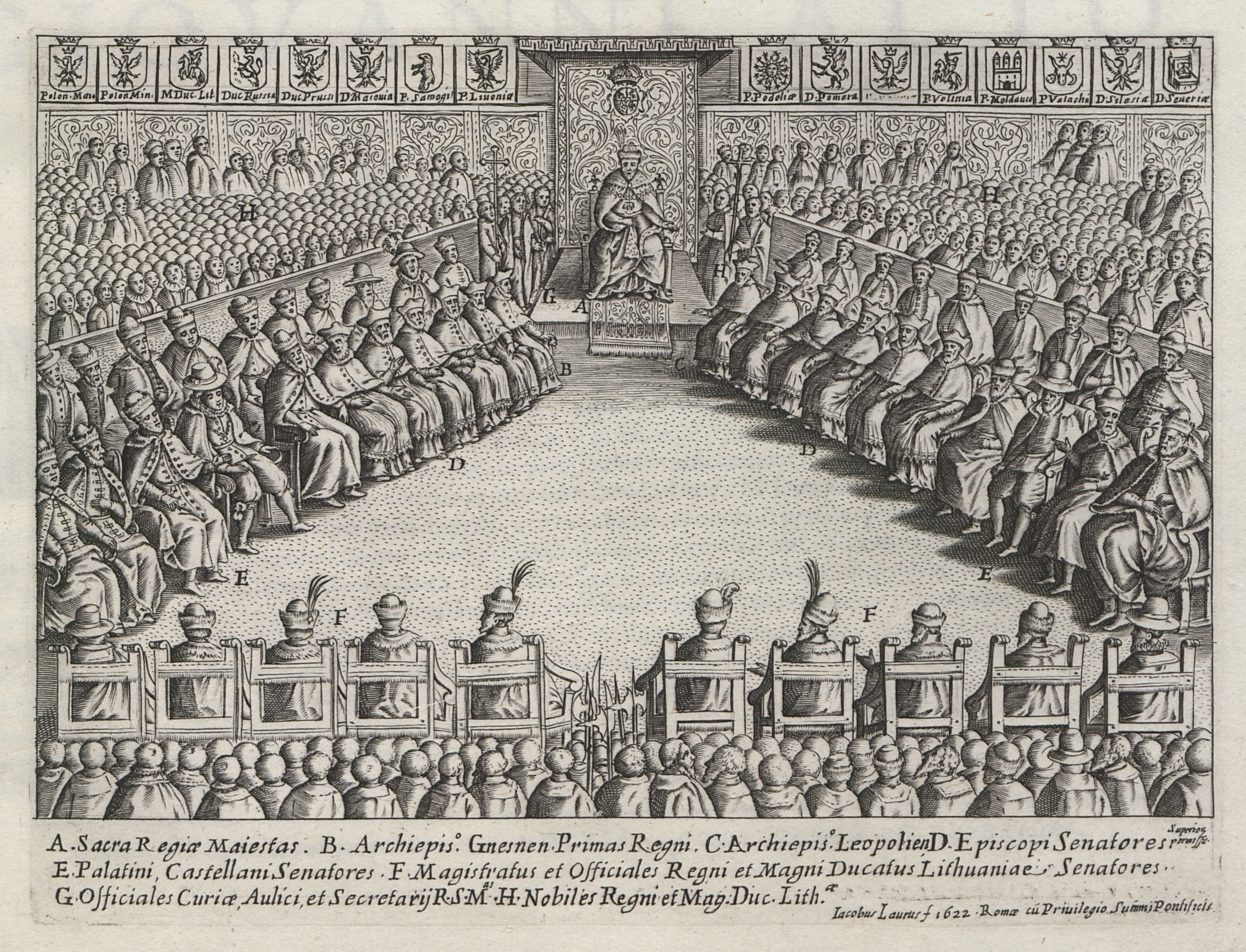
A szejm ülése 1622-ben Varsóban

A liberum veto (latin kifejezés, jelentése: szabad vétó, tiltakozási jog) egy parlamentáris eszköz volt a Lengyel-Litván Unió fennállása idején. Tiltakozási lehetőség volt, ami a gyakorlatban azt jelentette, hogy ha a törvényhozó szejm bármelyik képviselője, úgy gondolta, a határozat végrehajtása ellen tiltakozhatott, és ezzel bármely határozatot semmissé tehetett. Ehhez mindösszesen a latin Sisto activitatem! vagy a lengyel (nem engedem) felkiáltással kellett élnie. A szabály a XVI. század közepétől a XVIII. század végéig volt a lengyel parlamentáris élet része. Alapja az a tétel volt, hogy mivel minden lengyel és litván nemes egyenlőnek számított, ezért mindent közfelkiáltással kellett elfogadni, ellenszavazat nélkül. A liberum veto egy fontos politikai eszköz volt, ami megerősítette a demokratikus hatalomgyakorlást és a királyi hatalom ellenőrzését, és szembement az európai trendekkel, amelyek a végrehajtó hatalom erősödését hozták (abszolút monarchia).
Ugyanakkor főként a XVIII. század vége felé az egyik oka volt a Lengyel-Litván Unió szétesésének, ugyanis a külföldi ellenséges hatalmak gyakran fizettek le képviselőket, hogy bevessék az eszközt, effektíve megbénítva a törvényhozást. Ennek következtében az állam meggyengült, és akadálytalanul kerülhetett sor Lengyelország felosztására. 1573 és 1763 között körülbelül 150 alkalommal ülésezett a szejm, és ennek harmada eredménytelen volt a liberum veto miatt.

## Eredete
A liberum veto forrása a közfelkiáltással történő szavazás volt, ami a Lengyel Királyság idején is fontos eszköze volt a döntések meghozatalának, és így is maradt a Lengyel-Litván Unió idején is. A szejmben az állam minden régiója képviseltette magát választott képviselője útján, akit a helyi szejm, a szejmik választott. Így aztán a képviselő a szejmiknek is felelősséggel tartozott. Mivel minden nemes egyenlő volt, ezért még a többség által hozott, de a kisebbség által elutasított döntések is megsértették a politikai egyenlőség princípiumát.
Eleinte a tiltakozókat lebeszélték, vagy maguk léptek vissza gyávaságból a vétójuktól, továbbá eleinte csak egyes jogszabályokkal kapcsolatosan lehetett vele élni, csak később vált lehetségessé az ülés feloszlatása és valamennyi addig meghozott határozat semmissé tétele. Csak a XVII. század közepétől jelent meg az, hogy bárkinek a tiltakozása egyben az addig meghozott törvényekkel szembeni. Ennek oka pedig az volt, hogy a felfogásuk szerint mivel ugyanaz a szejm hozta a többi törvényt is, közjogilag egynek kell tekinteni őket.
A közvélekedéssel ellentétben az első ilyen törvénykezést megbénító liberum veto nem 1652-ben történt, Władysław Siciński trakai képviselő által. Ő ekkor csak annyit tett, hogy vétóval élt a szejm időn túli ülésezése ellen. Ezzel azonban mégis veszélyes precedenst teremtett, és fokozatosan egyre nagyobb teret kapott a vétó lehetősége. 1669-ben Krakkóban már bizonyítottan a liberum veto miatt lett teljes egészében határozatképtelen a szejm, és ez egészen odáig fajult, hogy 1688-ban a vétó miatt már meg se kezdhette a működését, mert nem tudták megválasztani az elnököt.

## Fénykora
III. (Sobieski) János uralkodása alatt a szejmek fele megbénult a vétó miatt, ráadásul a gyakorlat leszivárgott a szejmikek szintjére is. A XVIII. század elejére teljesen általános dolog lett, és ez azzal járt, hogy a szomszédos országok, Oroszország és Poroszország figyelmét is felkeltette. Hasznos eszköznek találták ugyanis az államhatalom meggyengítése céljából. Bármilyen határozat kapcsán, aminek elfogadása nem szolgálta az érdekeiket, meg tudtak vesztegetni valakit, aki aztán a vétójával ellehetetlenítette azt. Ennek köszönhetően a Lengyel-Litván Unió egy erős középhatalomból az anarchia felé kezdett el sodródni. A szászországi uralkodók alatt (1696-1763) alig néhány szejm lett eredményes, III. Ágost harmincéves uralkodása alatt például csak egyetlenegy. Ez pedig nagymértékben járult hozzá, hogy az államhatalom kezdett összeomlani.

## Utolsó évek
A XVIII. század vége felé jelent meg a konföderációs szejm, amely új szabályok mentén működött, és éppen azért, hogy a liberum veto ne tudja megbénítani a működését. Volt olyan eset is, hogy maga az ülésező szejm alakult át konföderációs szejmmé. A hatékonytalan kormányzás ideje egybeesett a lengyel felvilágosodással, amely egyre erősebb kritikával illette az államhatalmat. 1764-1766 között sikerült reformokat elfogadni, ennek keretén belül kisebb jelentőségű ügyekben megengedetté vált a többségi szavazat, továbbá megszüntették a szejmikek felé történő elszámolási kötelezettséget. Ez nem volt egyszerű, ugyanis a konzervatívok és a külföldi hatalmak által megvesztegetettek minden lehetőséget megragadtak arra, hogy hátráltassák a reformokat.
A liberum vétót végül az 1791-es alkotmány törölte el, amely a konföderációs szejm alapjain állva reformálta meg a törvényhozást és mondta ki a többségi szavazat elvét. Azonban az 1793-as nagyszejm, mely Grodnóban ült össze, orosz és porosz nyomásra, ezt az alkotmányt is semmissé tette - a liberum veto intézménye azonban végleg a múlté lett.

## Fordítás
- Ez a szócikk részben vagy egészben  a   Liberum veto című angol Wikipédia-szócikk ezen változatának fordításán alapul.  Az eredeti cikk szerkesztőit annak laptörténete sorolja fel. Ez a jelzés csupán a megfogalmazás eredetét és a szerzői jogokat jelzi, nem szolgál a cikkben szereplő információk forrásmegjelöléseként.